# برونو أورسار
برونو أورسار (بالكرواتية: Bruno Orešar)‏ مواليد 21 أبريل 1967 في زغرب، هو لاعب كرة مضرب كرواتي سابق بدأ مسيرته كمحترف سنة 1985 وكان يلعب باليد اليمنى، اعتزل اللعب في 1991. أعلى تصنيف له في الفردي كان المركز الـ 46 في سنة 1989.

## النهائيات

### الفردي (الوصافة 2)
| الحصيلة | الرقم | التاريخ       | الدورة                      | الأرضية | المنافس في النهائي | النتيجة في النهائي |
| ------- | ----- | ------------- | --------------------------- | ------- | ------------------ | ------------------ |
| الوصافة | 1.    | 20 يونيو 1988 | أثينا المفتوحة، اليونان     | ترابية  | هورست سكوف         | 3–6, 6–2, 2–6      |
| الوصافة | 2.    | 6 أغسطس 1989  | بطولة السويد المفتوحة للتنس | ترابية  | باولو كين          | 6–7, 6–7           |

## الميداليات
| الميدالية | المسابقة                      |
| --------- | ----------------------------- |
| ذهبية     | الألعاب الجامعية الصيفية 1987 |
| ذهبية     | الألعاب الجامعية الصيفية 1987 |

## روابط خارجية
- برونو أورسار على موقع رابطة محترفي التنس (الإنجليزية)
- برونو أورسار على موقع الاتحاد الدولي لكرة المضرب (الإنجليزية)
- برونو أورسار على موقع كأس ديفيز (الإنجليزية)
- برونو أورسار على موقع خلاصة التنس.كوم (الإنجليزية)